# Зоологический центр Сафари в Рамат-Гане

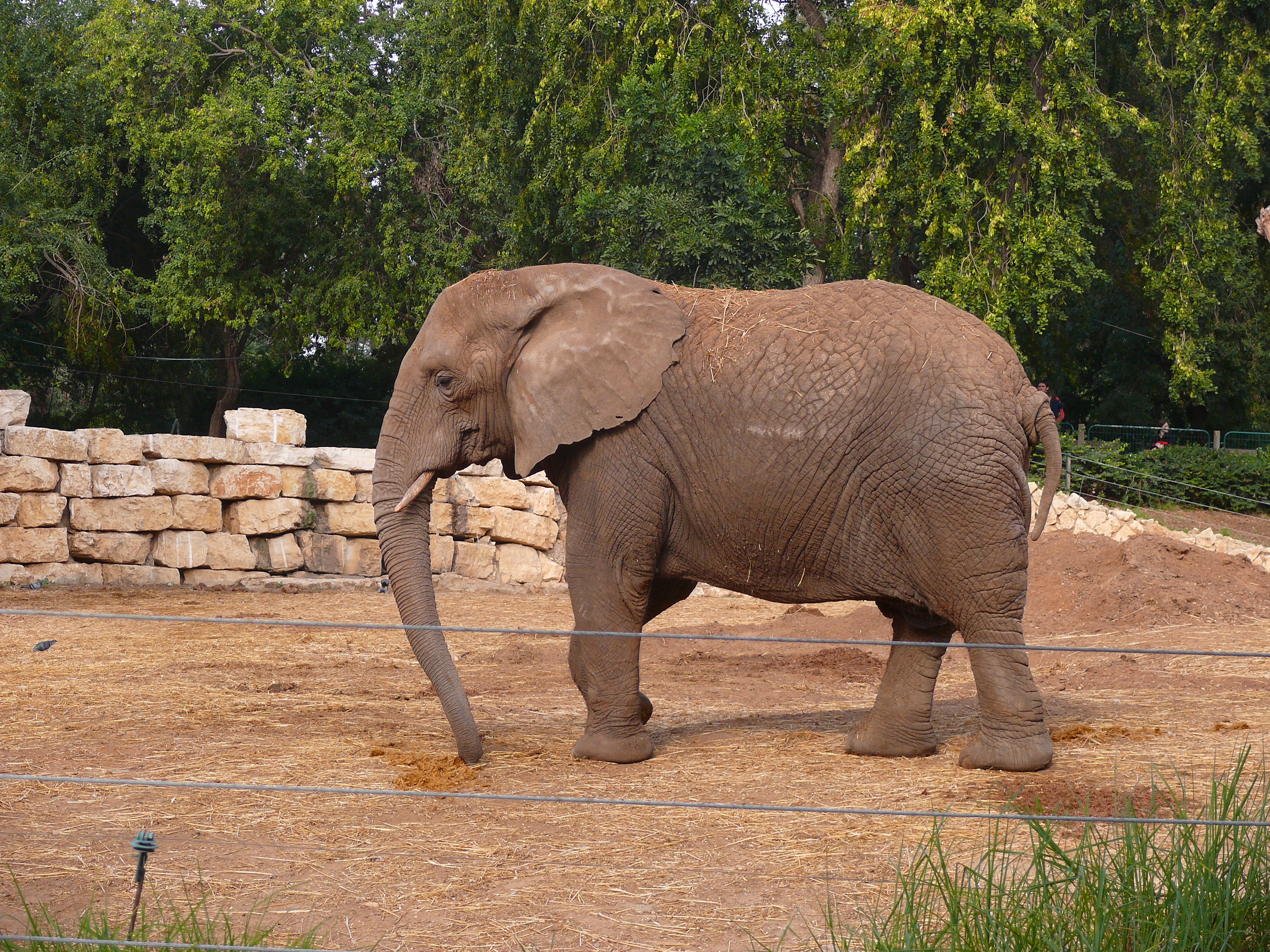
Саванный слон в зоологическом центре Сафари

Зоологический центр Сафари в Рамат-Гане — первый по величине зоологический парк Израиля в Рамат-Гане.
Расположен на площади в 100 гектаров. Сафари был основан в 1974 году в Тель-Авиве, а в 1981 году в центре Рамат-Ганского парка оборудовали новый более современный зоопарк, в который впоследствии были переселены все животные из закрывшегося зоопарка в Тель-Авиве. Сафари является центром размножения в неволе ряда редких и исчезающих видов; он участвует во многих международных проектах по защите и возвращению животных в их привычную среду обитания в целях сохранения видообразия нашей планеты.
Всего насчитывает около 1600 животных со всего мира, в том числе 68 видов млекопитающих, 130 видов птиц и 25 видов рептилий. В полностью воссозданной среде обитания африканской саванны, животные свободно передвигаются по территории небольшими стадами.
Экскурсии проходят на электро-автомобиле, напоминающем поезд; в интересных местах делают остановки. Для тех, у кого есть собственный автомобиль, возможно самостоятельно совершить путешествие по территории парка.
На начало 2016 года один билет стоит 69 шекелей. Посещаемость зооцентра составляет около 800 тысяч человек в год.